# Bitva u Svinišťan
Bitva u Svinišťan (německy Gefecht bei Schweinschädel) byla bitva prusko-rakouské války, která se odehrála dne 29. června 1866 v okolí a na území obce Svinišťany ve východních Čechách. IV. armádní sbor rakouské armády pod velením polního podmaršálka Tassila Festeticse se pokusil zastavit postup 2. pruské armády pod vedením korunního prince Friedricha III. Pruského, ale byl poražen 4. armádním sborem pod velením generála Karla Friedricha von Steinmetz a musel ustoupit.

## Okolnosti
Po začátku války vtrhly tři pruské armádní sbory do Rakouského císařství přes východní Čechy z různých stran, vzájemně oddělené pohořím Krkonoš a Orlických hor. Zatímco pruský náčelník štábu Helmut von Moltke chtěl dosáhnout rychlého spojení svých armád v českém vnitrozemí, rakouský vrchní velitel polní zbrojmistr Ludwig von Benedek se pokusil využít své domnělé výhody možnosti vytvoření vnitřní vnitrozemské linie ke spojení se spřízněnou saskou armádou a porazit 1. armádu pod vedením Friedricha Karla Pruského samostatně. z ostatních armád. Po pro Prusy vítězné bitvě u České Skalice se však pruská 2. armáda dostala za rakouské linie, což si vynutilo zásadní přeskupení ze strany Benedeka.
Na 29. června 1866 naplánoval Benedek ústup směrem k Hradci Králové. Aby byl ústup kryt, měl rakouský velitel Tassilo Festetics zastavit druhou armádu se svým IV. armádním sborem. Zatímco jedna část měla vzdorovat pruskému gardovému sboru u Dvora Králové, druhá část měla zdržovat Steinmetzův postup jižně od Náchoda.

## Průběh bitvy
29. června odhalily rakouské průzkumné hlídky, že stráže byly stále v Brusnici a V. sbor v České Skalici. VI armádní sbor pod vedením Louise von Mutia byl na cestě přes Náchod stále pozadu, jeho první brigáda byla původně přidělena k V. sboru. Po pochodu přes hory a dvou těžkých bitvách musel Steinmetz nechat své muže odpočinout a opustil pozice v Náchodě až kolem druhé hodiny odpoledne s účelem plnění dalších bojových úkolů směrem na Choustníkovo Hradiště a Hořice přes Zlíč a Chvalkovice.
Z tohoto postupu se následně během odpoledne rozvinuly první dělostřelecké střety s rakouskými bateriemi zřízenými u Svinišťan. Ačkoli měl rozkaz nepouštět do boje proti přesile nepřátelských jednotek a dosáhnout pouze zpoždění Prusů, Festetics nechtěl vyklidit svou pozici bez boje, aby neutrpěla morálka jeho jednotek. Baterie zůstaly na svém místě a ostřelovaly Prusy, kteří se mezitím zformovali k útoku.
Pruská desátá divize pod vedením generála Huga von Kirchbacha velela 19. pěší brigády generála von Tiedemanna (6. granátnický pluk a 46. pěší pluk), aby postoupila proti rakouským bateriím, musel 8. prapor zaútočit na tamní cihelnu. Festetics poslal k posílení pozic brigádu pod velením plukovníka Karla Poeckha (pěší pluky č. 37 a 51, stejně jako 8. útočný pluk), rakouská brigáda arcivévody Josefa (pěší pluky č. 67 a 68, jakož i 30. prapor) byla pak umístěna jižně od Svinišťan, mezi řekou Úpou a silnicí na pevnost Josefov.
První pruské útoky vedly k průniku na území obce Svinišťany, kde, především díky rychlé palbě z jejich moderních pušek, způsobily obráncům těžké ztráty. Pět pruských baterií se postavilo na podporu útoku a podpořilo postup pěchoty. Při dalším pronikání pruských pluků do města došlo k prudkému boji o jistou zemědělskou usedlost, kterou bránil prapor rakouského pěšího pluku č. 37 podplukovníka Augustina Terstyánszkého. Jednotka, která Prusům dlouho odolávala, byla nakonec téměř úplně vyhlazena nebo zajata.
Generál von Steinmetz nechal další útok přerušit, když už jeho pluky prošly obcí. Poté, co byla bitva zastavena, Festetics ustoupil za Úpu a úspěšně se odpoutal od svých pronásledovatelů. Od Svinišťan pak pokračoval pruský postup směrem na Choustníkovu Hradišti.

## Výsledek
Bitva skončila rozhodným pruským vítězstvím. Prusové ztratili 15 důstojníků, 379 vojáků a 15 koní, z nichž padlo 8 důstojníků a 77 vojáků; Rakušané potom přišli o 39 důstojníků, 1 411 vojáků (z toho 320 zajatců) a 90 koní. Z rakouských zajatců nebylo jen 120 z nich zraněno. Nejtěžší ztráty utrpěl rakouský pluk č. 37 s 1026 muži.
V dalších dnech pak došlo k rychlému zhroucení rakouské obrany, k zásadní porážce Rakušanů pak došlo dne 3. července 1866 v bitvě u Hradce Králové.

## Památky bitvy
Bitvu připomíná několik pomníků, včetně jednoho rozsáhlejšího ve středové části Svinišťan.